# Chorebus claripennis
Chorebus claripennis är en stekelart som beskrevs av Griffiths 1984. Chorebus claripennis ingår i släktet Chorebus och familjen bracksteklar. Inga underarter finns listade i Catalogue of Life.